# La'l Shahbâz Qalandar
Syed Muhammad Usman Marwandi, né en 1177 et mort le 19 février 1275, plus connu sous le nom de La'l Shahbâz Qalandar (en sindhi : لعل شھباز قلندر), est un philosophe et un poète soufi des actuels Afghanistan et Pakistan.

## Biographie

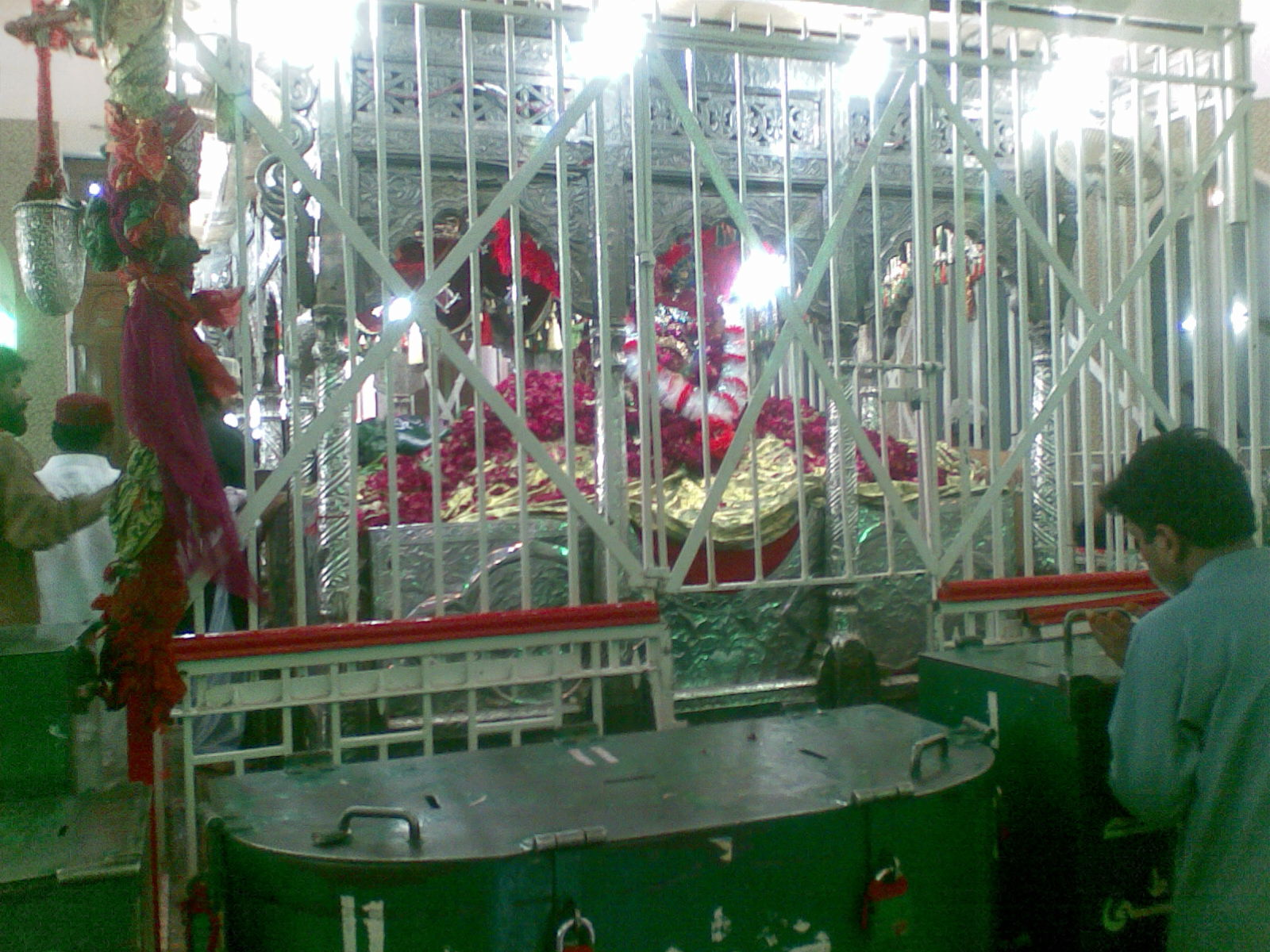
La tombe de La'l Shahbâz Qalandar.

Syed Muhammad Usman Marwandi est le fils de Pir Syed Hasan Kabeeruddin et naît à Maiwand, dans l'actuel Afghanistan. Ses ancêtres avaient migré depuis Bagdad vers Mechhed, avant de s'installer à Maiwand. Lors de sa jeunesse, il apprend le Coran à l'âge de sept ans et rejoint le courant Qalandariyya à l'âge de vingt ans. Son nom composé en plusieurs parties montre l'importance de Marwandi dans la région. En effet, Lal  ou La'l signifie « rouge » comme la brûlure qu'il a subie en s'approchant de Dieu ou plus prosaïquement comme la couleur de ses vêtements, Shahbâz traduisible en « faucon ou aigle royal » montre le vol prodigieux dont nous pouvons déduire qu'il s'agit en réalité d'une référence à la danse soufie. Enfin, Qalandar signifie son appartenance à l'ordre soufi. 
Il vit à l'époque de la domination des Ghaznévides puis des Ghorides dans la région de l'Indus. Contemporain de Roumi, il voyage à travers le monde musulman, ce qui le rend capable de parler turc, arabe, sindhi et sanskrit. Il s'installe à Sehwan où il sera finalement enterré. Des éléments attestent de sa présence dans le Sind en 1196 où il rencontre Pir Haji Ismail Panhwar de Paat. Son arrivée à Sehwan aurait eu lieu vers 1251. C'est là qu'il établit son khanqah, lieu de rencontre spirituel soufi, qu'il enseigne dans la médersa Fuqhai Islam et écrit ses traités Mizan-us-Surf, Kism-e-Doyum, Aqd et Zubdah.
Après sa mort, les hindous du Sind commencèrent à l'identifier à leur dieu Jhulelal (en). Cette connexion est amplifiée par le chant religieux populaire Dama Dam Mast Qalandar qui le nomme ainsi. Au fur et à mesure, Jhulelal est devenu un surnom utilisé à la fois par les hindous et par les musulmans du Sind. D'autres hindous l'identifient au roi légendaire Bharthari (en).

## Sanctuaire

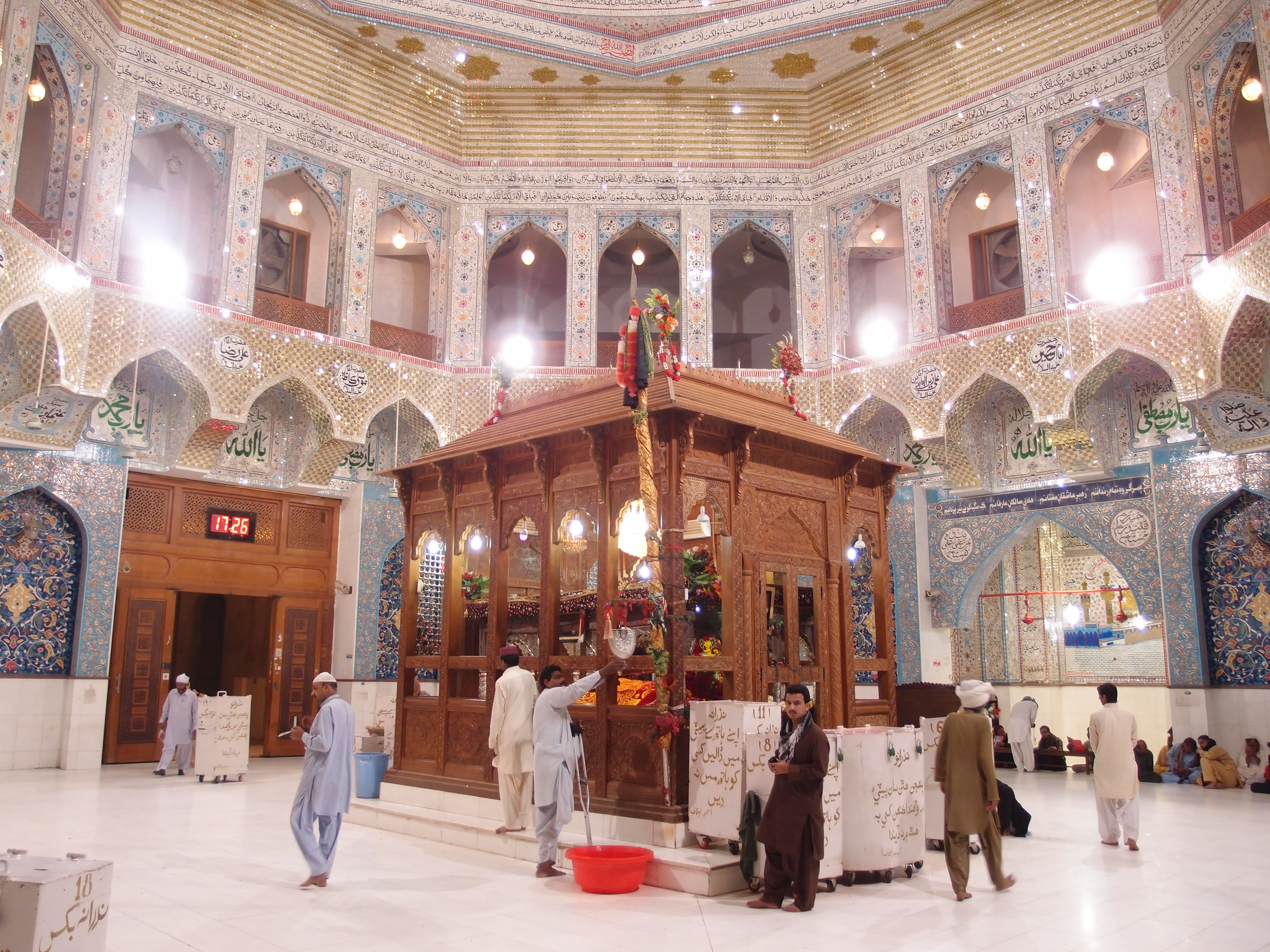
Intérieur du sanctuaire de La'l Shahbâz Qalandar

Le sanctuaire de La'l Shahbâz Qalandar est construit en 1356 et par la suite décoré de tuiles, de miroirs et d'une porte plaquée or offerte par le Chah d'Iran Reza Chah et plus tard installée en présence du Premier ministre Zulfikar Ali Bhutto. 
Le 16 février 2017, la branche pakistanaise de l'État islamique commet un attentat-suicide dans le sanctuaire qui cause la mort de 88 personnes. Le matin suivant, le concierge sonne la cloche du sanctuaire à 3 h, suivant la tradition, et promet de ne pas se laisser intimider par des terroristes. Les cérémonies reprennent le soir même.

## Pèlerinage
L'Urs (pèlerinage soufi qui commémore la mort d'un maître spirituel) de La'l Shahbâz Qalandar a lieu chaque année le 18 chaabane — le huitième mois du calendrier hégirien — et attire plus d'un demi-million de pèlerins de tout le Pakistan. Chaque matin de cette fête de trois jours les rues étroites de Sehwan se remplissent de fidèles et de fakirs en route pour le sanctuaire où ils communient avec le saint, lui rendent hommage et lui adressent leurs vœux.

## Dans les arts
Dama Dam Mast Qalandar (en) est un qawwalî (chant soufi) populaire interprété par de nombreux chanteurs pakistanais, bangladais et indiens comme Noor Jehan, Nusrat Fateh Ali Khan ou Abida Parveen. Le poème fut écrit au Moyen Âge par Amir Khusrau et modifié par Bulleh Chah.